# Lutwinuskapelle (Mettlach)

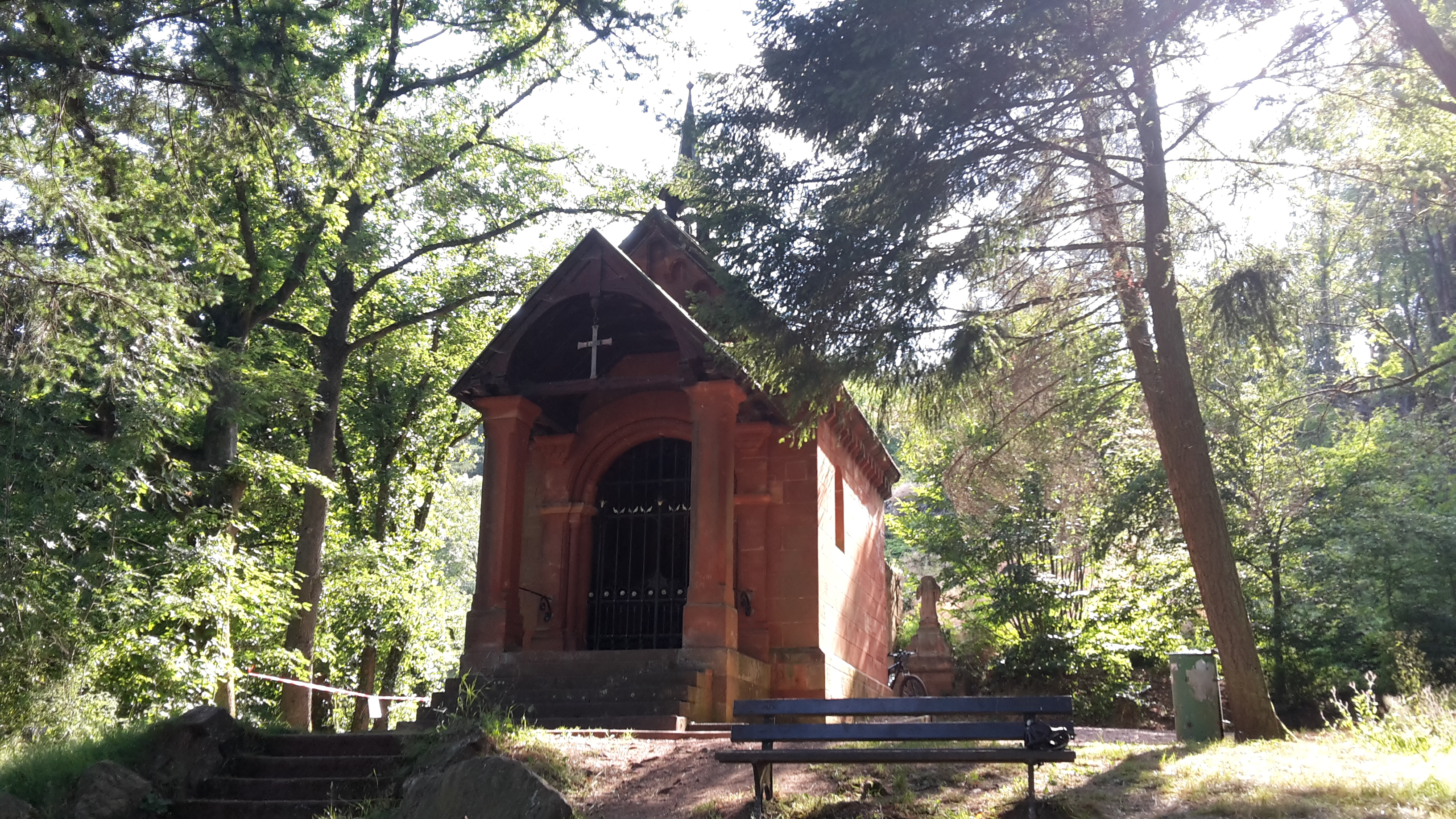
Lutwinuskapelle in Weiten (Mettlach)

Die aktuelle Lutwinuskapelle im Mettlacher Ortsteil Weiten ist ein im Jahr 1892 errichteter neoromanischer Sakralbau auf einem Felsen hoch über der Saar. Er markiert die Stelle, wo nach legendarischer Überlieferung im 7. Jahrhundert der heilige Liutwin/Lutwinus den Entschluss gefasst haben soll, die Abtei Mettlach zu gründen. Von den Vorgängerbauten haben sich am Standort bauliche Reste erhalten. An der Klippe zur Saar erhebt sich ein Gedenkkreuz. Die Kapelle steht unter Denkmalschutz.

## Gründung der Abtei

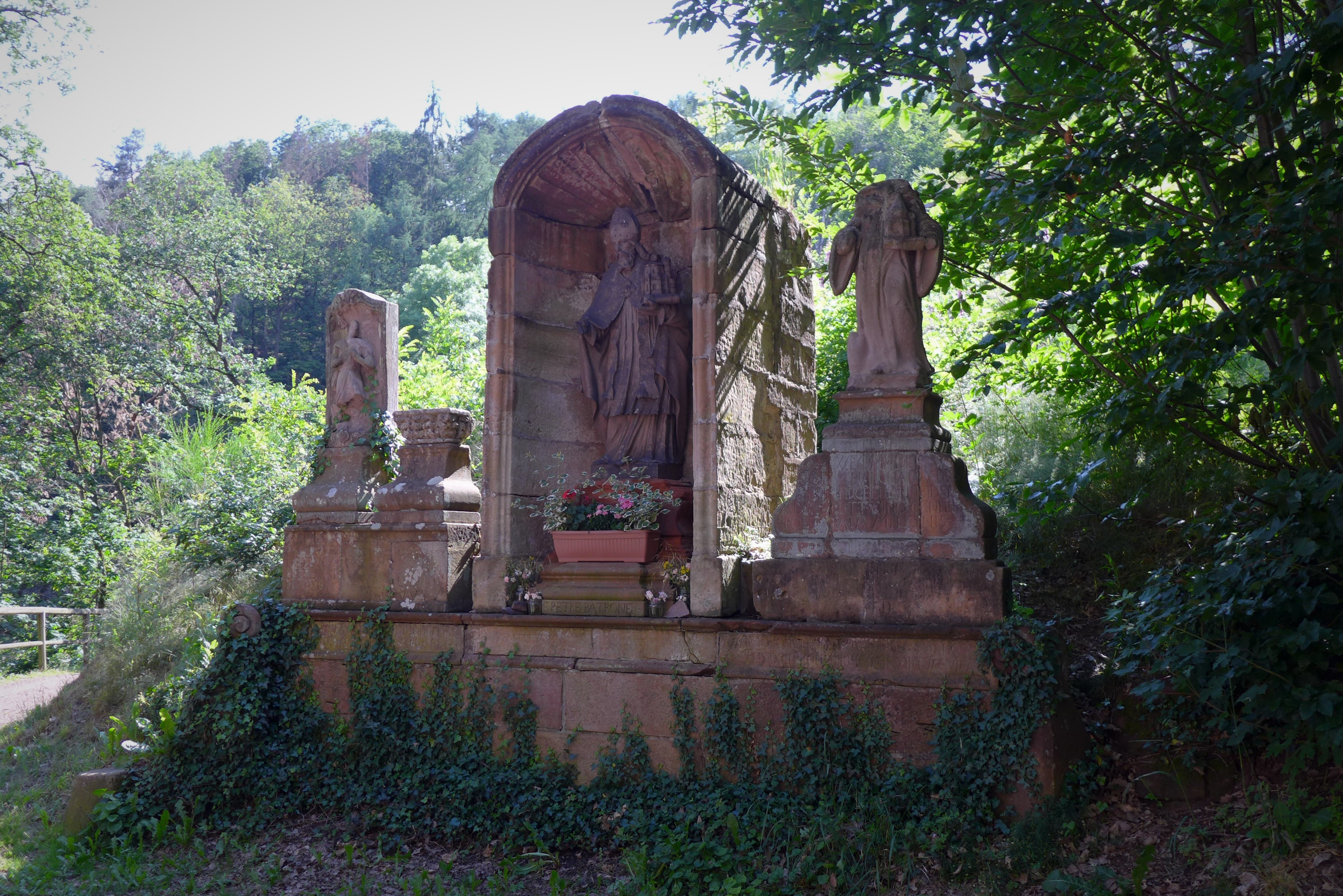
Lutwinusgedenkstätte hinter der Kapelle mit Spolien der Vorgängerkapellen

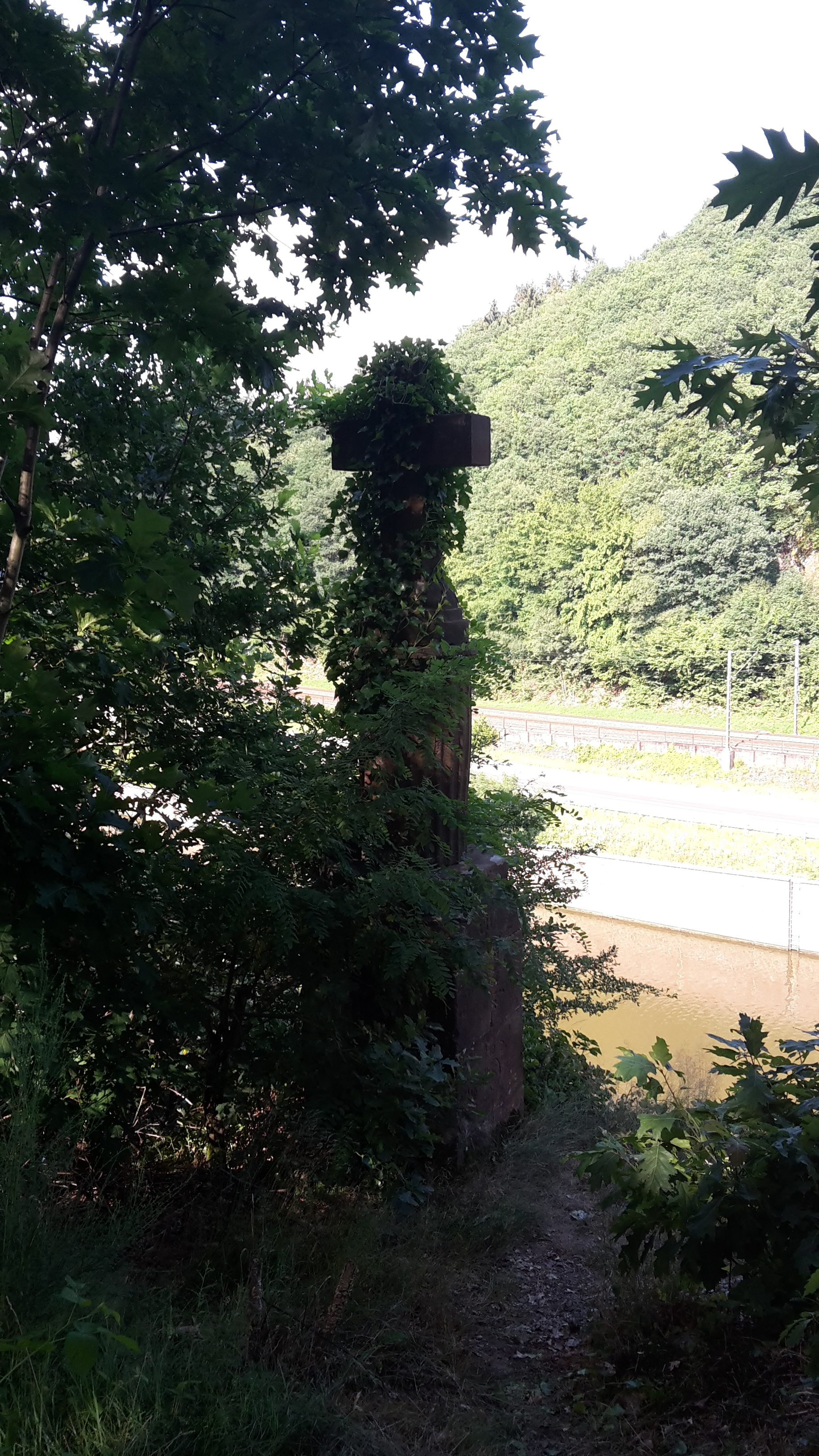
Gedenkkreuz vor der Lutwinuskapelle mit Blick auf das Saartal

Ende des 7. Jahrhunderts gründete der fränkisch-austrasische Adlige Liutwin/Lutwinus die Abtei Sankt Peter und Maria auf einer hochwasserfreien Niederterrasse der Saar (ca. 164 m über Normalhöhennull) am heutigen Ort Mettlach und trat selbst in das Kloster ein, das der Benediktinerregel unterstellt war. Die legendarische Überlieferung aus dem 11. Jahrhundert erzählt, dass sich Liutwin/Lutwinus in Begleitung eines Dieners auf der Jagd befunden habe. Auf einem Felsen hoch über der Saar sei er bei glühender Mittagshitze ermattet eingeschlafen. Dabei soll ein Adler mit weit ausgespannten Schwingen über Lutwinus in der Luft geschwebt und ihm so Schatten vor der sengenden Sonne gespendet haben. Als Lutwinus erwachte, sei der Adler davongeflogen. Der Diener, der dies beobachtet hatte, erzählte dies seinem Herrn. Lutwinus habe die Begebenheit als himmlisches Zeichen gedeutet, das Kloster, das er schon länger zu gründen vorhatte, nun hier an der Saar zu bauen. An der Stelle des legendarischen Wunders wurden später nacheinander mehrere Kapelle errichtet. Die aktuelle neoromanische Mettlacher Lutwinuskapelle stammt aus dem Jahr 1892.
Der Ort der Klostergründung zeichnete sich durch eine geschützte Tallage aus, bei der die steilen Berghänge den Nord- und Ostwind abhalten. Die Hochflächen sind für die Landwirtschaft gut geeignet und die mittelalterliche Metropole Trier lag nur eine Tagesreise weit entfernt.
Als Liutwin später Bischof von Trier (697–715) wurde (zudem auch Reims, 717, und Laon), ergab es sich über mehrere Jahrhunderte hinweg, bis ins 10. Jahrhundert hinein, dass der Trierer Bischofsstuhl und die Leitung der Abtei in Personalunion besetzt wurden. Während der Erzbischof von Trier offiziell als Abt der Abtei von Mettlach amtierte, wurde das Kloster vor Ort von einem Propst geleitet.
Von dem noch Ende des 7. Jahrhunderts gegründeten Klostergebäude ist nichts mehr, von den verschiedenen Kirchen nur noch der Alte Turm erhalten, der etwa 300 Jahre nach der Klostergründung als Doppelkapelle errichtet und in der Folgezeit mehrfach umgebaut wurde. Erhalten hat sich das barocke Klostergebäude, das Christian Kretzschmar im 18. Jahrhundert entworfen hatte.
Die Blütezeit der Abtei Mettlach lag in den ersten vier Jahrhunderten ihres Bestehens. Dabei lassen sich zwei Hochphasen ausmachen: Zum einen die Zeit der Gründung und Förderung durch Liutwin und zum anderen die Zeit nach der Zubilligung der freien Abtswahl im 10. und 11. Jahrhundert.

## Bau der neoromanischen Kapelle

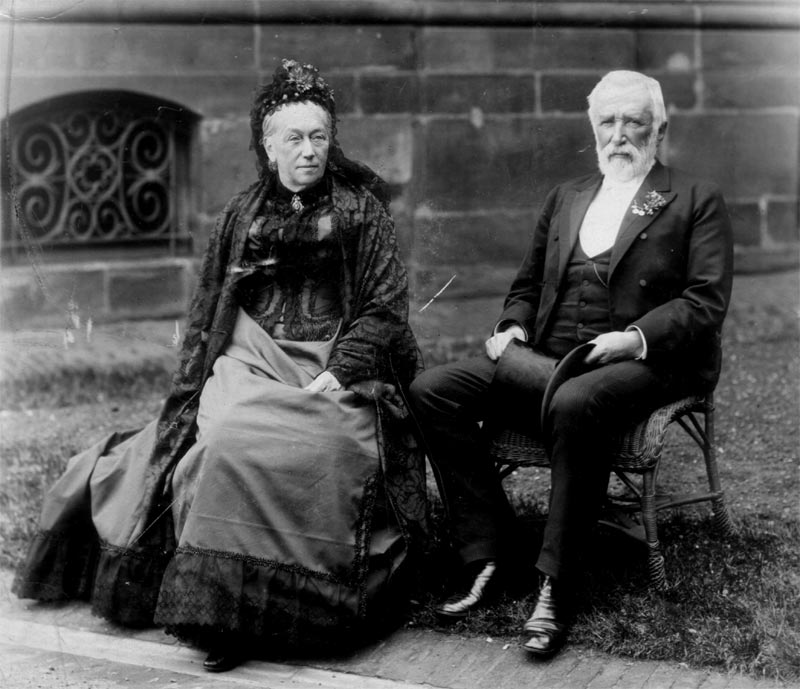
Eugen (von) Boch und Oktavie (geb. Villeroy) anlässlich ihrer Goldenen Hochzeit im Jahr 1892

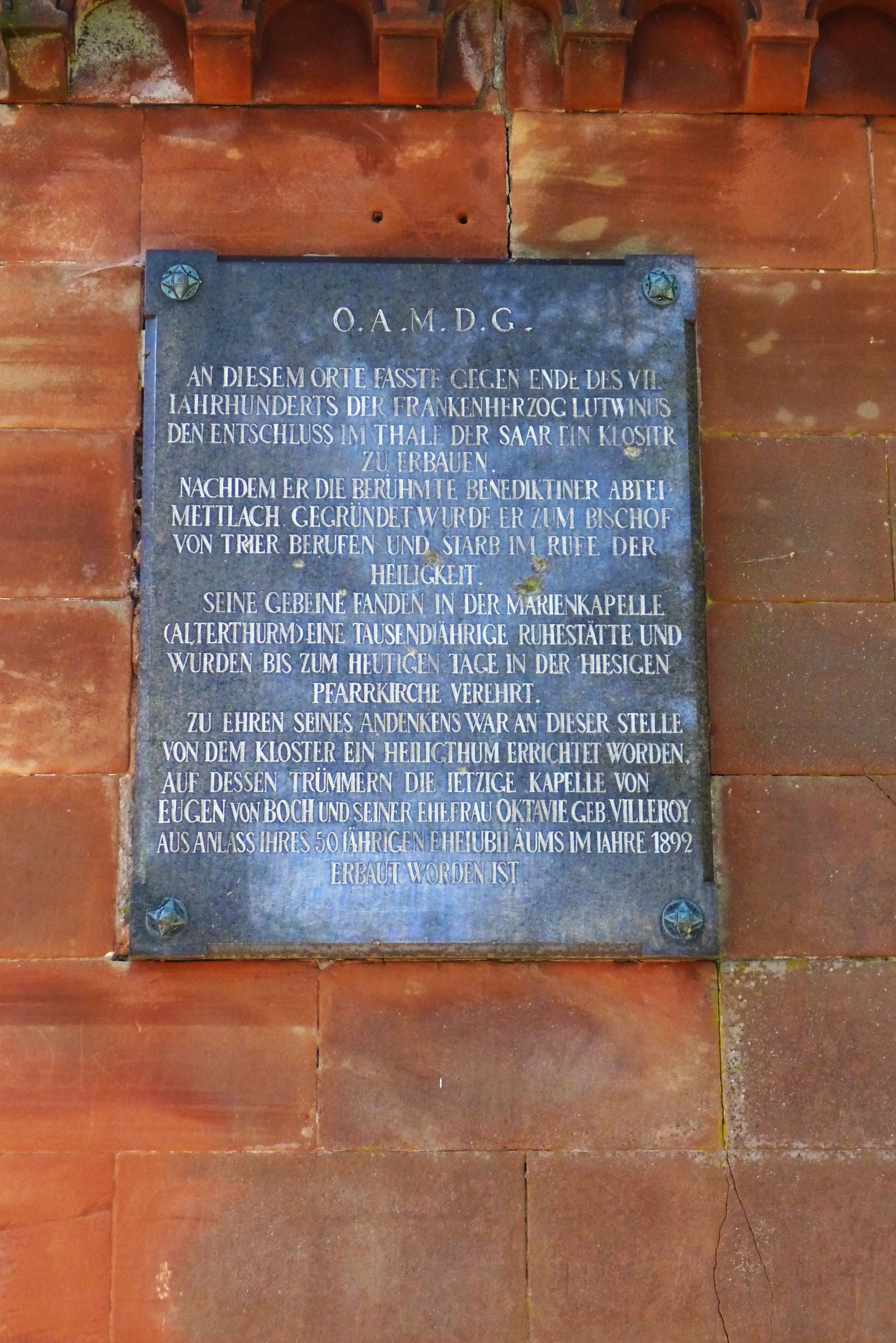
Widmungsinschrift an der Außenseite der Kapelle

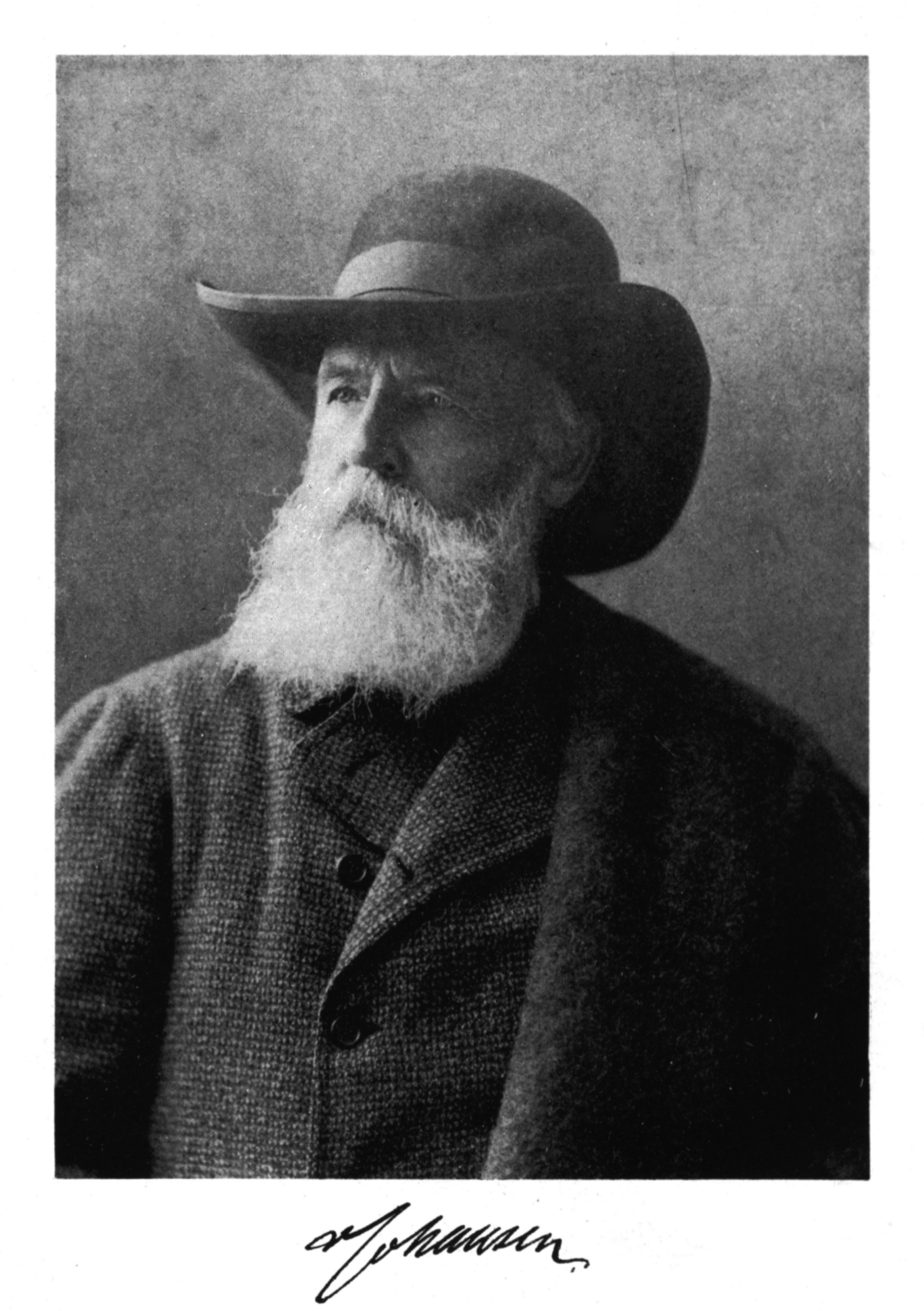
Karl August von Cohausen

Anlässlich ihrer Goldenen Hochzeit stifteten Oktavie und Eugen von Boch im Jahr 1892 den neoromanischen Kapellenneubau auf dem Felsen, auf dem Lutwinus Ende des 7. Jahrhunderts den Entschluss gefasst haben soll, ein Kloster in Mettlach zu gründen. Boch war anlässlich dieses Ehejubiläums und in Anerkennung seiner Verdienste durch Kaiser und König Wilhelm II. in den preußischen Adelsstand erhoben worden.
Die Pläne zur Kapelle lieferte Karl August von Cohausen. Eine Gedenktafel an der linken Außenwand der Kapelle erinnert an den Neubau:

„O.(mnia) A.(d) M.(aiorem) D.(ei) G.(loriam) (deutsche Übersetzung: Alles zur höheren Ehre Gottes)
An diesem Orte fasste gegen Ende des VII. Jahrhunderts der Frankenherzog Lutwinus den Entschluss im Thale der Saar ein Kloster zu erbauen. Nachdem er die berühmte Benediktiner Abtei Mettlach gegründet wurde er zum Bischof von Trier berufen und starb im Rufe der Heiligkeit. Seine Gebeine fanden in der Marienkapelle (Alterthurm) eine tausendjährige Ruhestätte und wurden bis zum heutigen Tage in der hiesigen Pfarrkirche verehrt. Zu Ehren seines Andenkens war an dieser Stelle von dem Kloster ein Heiligthum errichtet worden, auf dessen Trümmern die jetzige Kapelle von Eugen von Boch und seiner Ehefrau Oktavie geb. Villeroy aus Anlass ihres 50 jährigen Ehejubiläums im Jahre 1892 erbaut worden ist.“

## Architektur

### Äußeres
Die neoromanische Kapelle wurde aus dem örtlichen roten Sandstein errichtet. Die Außenmauern mit vier Rundbogenfenstern sind steinsichtig, der Innenraum ist mit Keramikbelag der Firma Villeroy & Boch ausgeschmückt. Die Länge beträgt 5,40 m, die Breite 4,40 m. Das Dach ist mit roten Biberschwanzziegeln eingedeckt. Darüber erhebt sich ein kleiner Dachreiter mit sechseckiger hoher Spitze. Im offenen Glockenstuhl hängt eine kleine Glocke. Die halbrunde Apsis mit einem Radius von 1,50 m schließt mit einem steinernen Dach. Die Außenwände des Kapellenbaues sind unter der Traufe und dem Ortgang mit einem Rundbogenfries geschmückt. Der rundbogige Kapelleneingang mit profilierten Gewänden und eingestellten Pfeilern ist durch eine kleine Vorhalle, die auf jeweils zwei Pfeilern und Pilastern ruht, geschützt. Der hölzerne Giebel des Vorbaues enthält in seinem Rundbogen ein etwa 60 cm hohes Kreuz. Zum Schutz vor Vandalismus ist der Eingang vergittert.

### Inneres

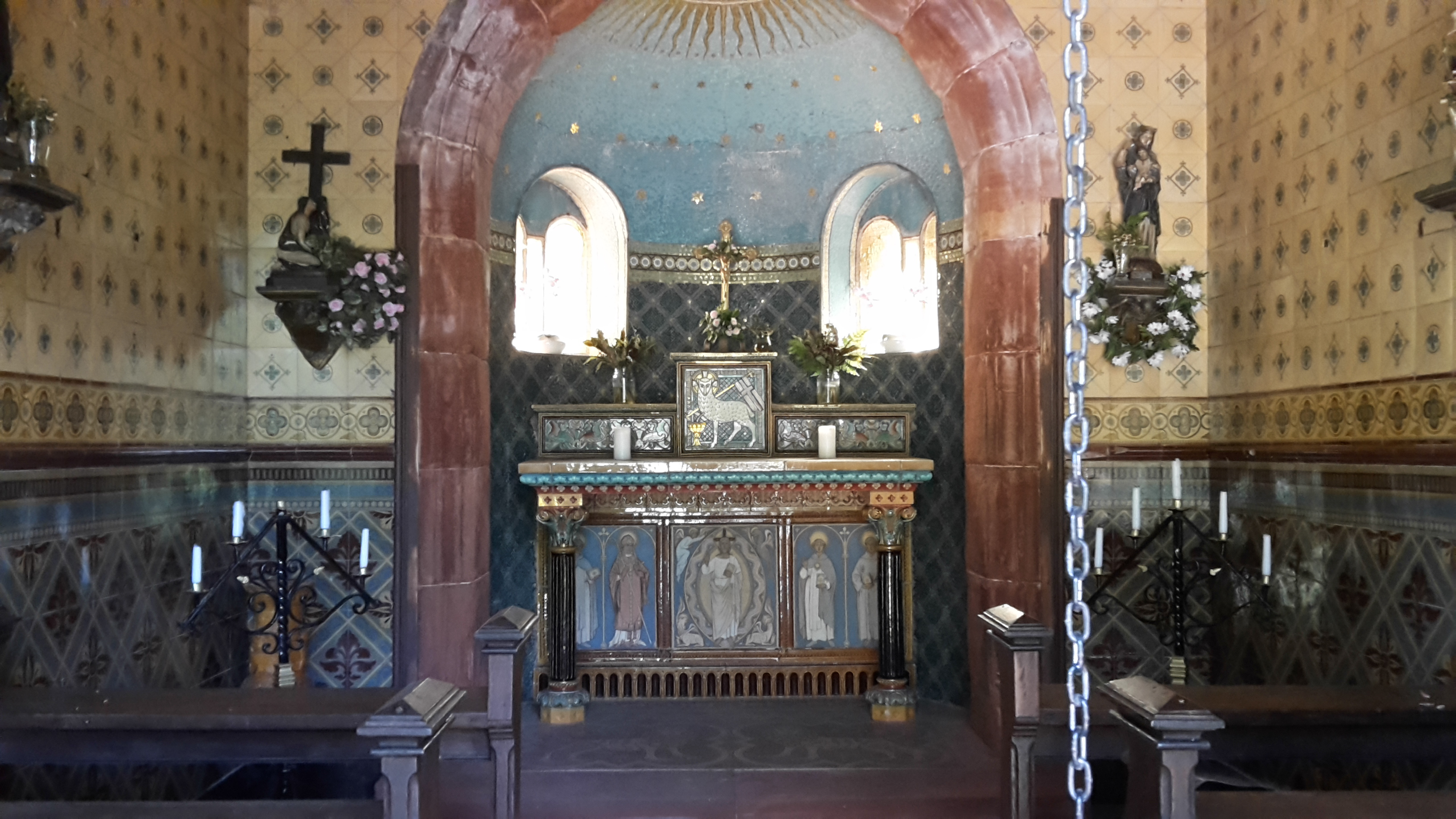
Lutwinuskapelle, Innenansicht

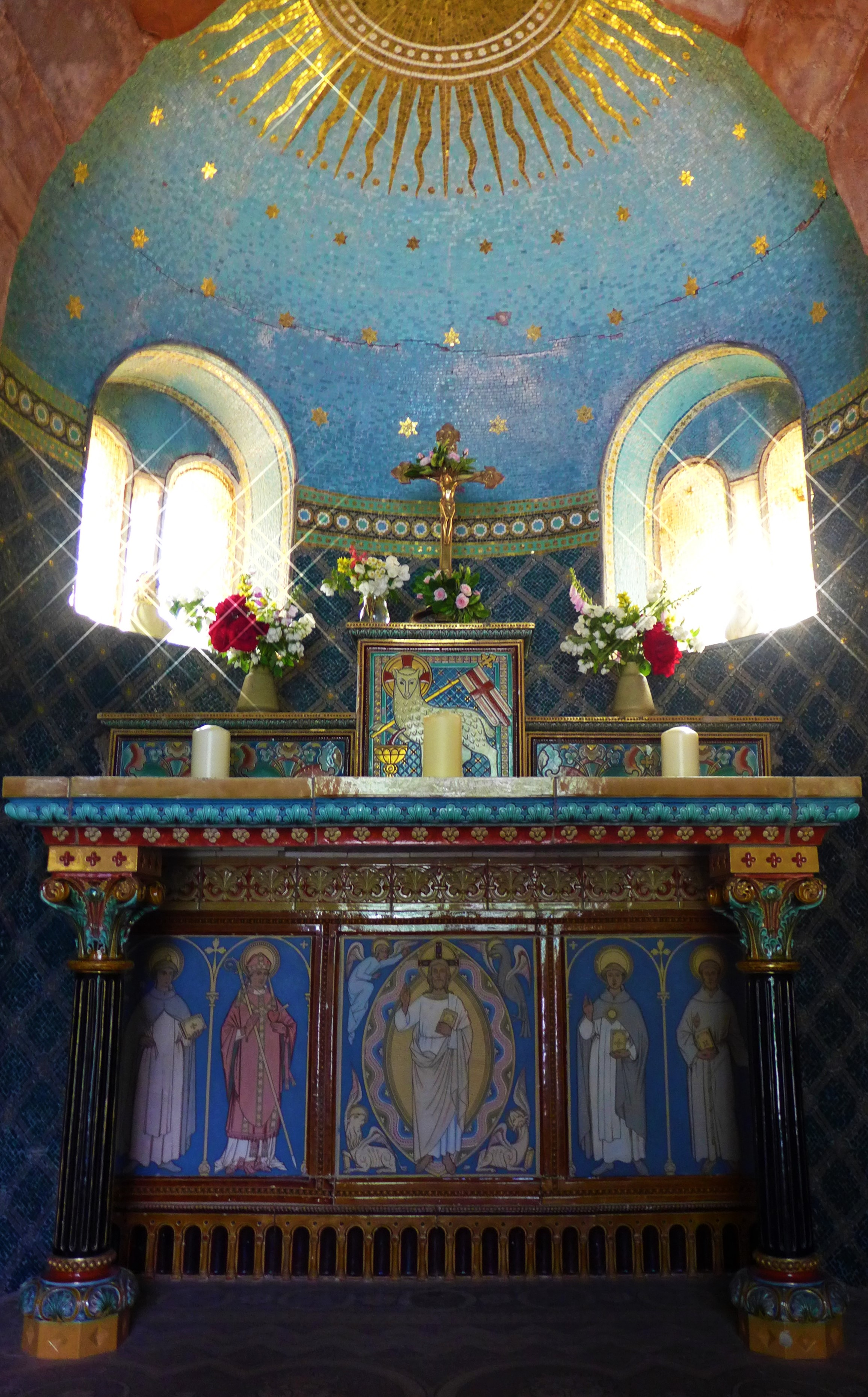
Altar

Das Innere der Kapelle weist eine Länge von 3,90 m und eine Breite von 3,30 m auf. Die maximale Höhe beträgt 3,75 m. Auf beiden Seiten des Mittelganges befinden sich je vier Sitzbänke. Die Innenwände und der Boden weisen Verkleidungen aus Keramik auf. Der Chorbogen mit einer Breite von 1,80 m und einer Höhe von 2,90 m ist steinsichtig. Die Holzdecke ist ornamental bemalt. An den Seitenwänden und den beiden Stirnwänden befinden sich auf engelgestützten Konsolen Statuen von Heiligen: Der heilige Antonius von Padua mit dem Jesuskind, die heilige Maria Magdalena vor dem Kreuz, der heilige Lutwinus im Bischofsornat mit seinen Attributen Adler und „Alter Turm“ sowie eine Muttergottes mit dem Jesuskind.
Die halbrunde Apsis ist durch zwei Stufen gegenüber dem Kapellenschiff erhöht sowie durch zwei gekuppelte Fenster belichtet. Sie ist vollständig mit Mosaik in Blautönen belegt. Der Bereich bis zur Apsiskalotte ist in dunklem Blau gehalten und mit einem goldenen, diagonal ausgerichteten Gitternetz-Muster überzogen. Die Kalottenbasis wird durch ein goldenes Fries mit Kreisornamenten markiert. Darüber erhebt sich eine hellblaue Mosaikverkleidung mit sechszackigen Goldsternen und einem Sonnenstrahlen-Ornament an der Spitze.
Der Altar der Apsis zeigt ebenfalls reichen Keramikschmuck. Die mit Blütenfriesen verzierte Mensa ruht auf einem Wandsockel und zwei schwarzen kannelierten Säulen mit reichen Kapitellen. Auf der Altarplatte erhebt sich ein zentrales Postament zur Aufstellung eines Kleeblattkreuzes aus Metall, das von zwei niedrigeren Predella-Postamenten flankiert wird. Das Zentralpostament zeigt in Mosaiktechnik das kreuznimbierte Agnus Dei mit Kreuzfahne. Aus seiner Brustwunde ergießt sich ein Blutstrom in einen Kelch. Die Nebenpostamente sind mit wuchernden Akanthusblatt-Ornamenten versehen. Die Mensa trägt die lateinische Inschrift „Sitivit anima mea ad Deum fortem vivum. Quando veniam et apparebo ante faciem Dei.“ (deutsche Übersetzung: „Meine Seele dürstet nach dem starken und lebendigen Gott. Wann darf ich kommen und vor dem Angesicht Gottes erscheinen?“; Psalm 42,3 )
Der Altar-Stipes-Block zeigt im Zentrum den stehenden Christus als Pantokrator in einer Mandorla in der Art einer mittelalterlichen Majestas-Domini-Darstellung. Während Jesus Christus mit der Rechten den Betrachter segnet, hält seine Linke das Buch des Lebens. Langes Haupthaar und Vollbart umrahmen ein ernstes Gesicht, das auf den Betrachter gerichtet ist. Mit Untergewand und Toga wird die Kleidung eines Herrschers zitiert. In den Zwickeln erscheinen die in der Gottesvision des Propheten Ezechiel geschilderten vier Adoranten vor Gottes Thron (Hes 1,4–28 ), die auch vom Autor der neutestamentlichen Apokalypse übernommen wurden (Offb 4,6–8 ). Im Uhrzeigersinn sind dies in der Mettlacher Lutwinuskapelle: Ein Adler, ein geflügelter Stier, ein geflügelter Löwe sowie ein geflügelter Mensch. Der Löwe und der Stier tragen jeweils ein Buch. Der Blick der nimbierten Häupter des Stiers, des Löwen sowie des Adlers ist auf Jesus Christus gerichtet. Nur der geflügelte Mensch schaut den Betrachter an und deutet mit seiner Linken auf Christus. Laut Zeugnis der Bibel verkünden die Wesen die Heiligkeit Gottes. Die vier himmlischen Wesen werden in der christlichen Theologie mit den vier Evangelisten Johannes, Lukas, Markus und Matthäus in Verbindung gebracht. Das menschengesichtige Wesen steht dabei für die Menschwerdung Jesu, das stiergesichtige Wesen für seinen Opfertod, das löwengesichtige Wesen für die Auferstehung sowie das adlergesichtige Wesen für Jesu Rückkehr zum Vater.
Vom Betrachter aus gesehen auf der linken Seite der Majestas-Domini-Darstellung sind in Mosaiktechnik unter angedeuteten Rundbogen-Arkaden die Darstellungen des heiligen Dominikus (mit Lilie, Buch und Stern), des heiligen Augustinus von Hippo (mit Bischofsstab, Pfeil und Herz), des heiligen Thomas von Aquin (mit Buch und Strahlensonne) sowie des heiligen Franziskus von Assisi (mit Buch) angebracht. Der Fußboden vor dem Altar zeigt zwei Löwendarstellungen. Der sogenannte Löwe Judas ist ein Symbol für Jesus Christus, da dieser dem Stamm Juda entstammen soll. Im Buch Genesis Gen 49,9  spricht der Stammvater Jakob von seinem Sohn Juda als einem Gur Aryeh (hebräisch für: „jungen Löwen“), als er ihn segnet. In der Offenbarung des Johannes wird Jesus als „Löwe aus dem Stamm Juda“ bezeichnet (Offb 5,5 ): „Und einer von den Ältesten spricht zu mir: Weine nicht! Siehe, es hat überwunden der Löwe aus dem Stamm Juda, die Wurzel Davids, aufzutun das Buch und seine sieben Siegel.“